# Berbice Orientale-Corentyne
Berbice Orientale-Corentyne (Regione 6) è una delle regioni della Guyana, estesa per tutto il limite orientale della nazione. Confina con l'Oceano Atlantico a nord, il Suriname a est, il Brasile a sud e le regioni di Mahaica-Berbice, Alto Demerara-Berbice, Potaro-Siparuni e Alto Takutu-Alto Essequibo a ovest.
Le città nella regione sono New Amsterdam, Corriverton, Mara e Rose Hall.
Il fiume Corentyne corrisponde al confine orientale con il Suriname, anche se la gran parte della zona meridionale-orientale è in disputa tra le due nazioni.
La popolazione della regione contava 109.431 persone secondo il censimento ufficiale del 2012.
- 2012 : 109.431
- 2002 : 123.695
- 1991 : 142.541
- 1980 : 152.386